# 常陸鴻巣駅
常陸鴻巣駅（ひたちこうのすえき）は、茨城県那珂市鴻巣にある、東日本旅客鉄道（JR東日本）水郡線の駅である。

## 歴史
- 1918年（大正7年）6月12日：水戸鉄道 (2代)の駅として開業[2]。既に高崎線に鴻巣駅が存在していたため旧国名を冠した駅となる。
- 1927年（昭和2年）12月1日：水戸鉄道が国有化[2]。国有鉄道の駅となる。
- 1962年（昭和37年）11月20日：貨物扱い廃止[2]。
- 1970年（昭和45年）
  - 10月1日：荷物扱い廃止[2][3]。駅員無配置駅となる[4]。
  - 10月20日：個人商店に乗車券発売を委託した簡易委託駅となる[5][6]。
- 1975年（昭和50年）10月：駅長事務室と休憩室を撤去し、駅舎を改装[7]。
- 1987年（昭和62年）4月1日：国鉄分割民営化により、JR東日本の駅となる[2]。
- 1992年（平成4年）：乗車券の簡易委託発売の受託が解除[1]。
- 1998年（平成10年）3月：駅舎改築[8]。

## 駅構造
単式ホーム1面1線を有する地上駅。本線のホームを挟んで反対側に、保線機器用の側線がある。
水郡線統括センター（上菅谷駅）管理の無人駅。「常陸鴻巣ふれあい駅舎」として、集会所が併設されている。

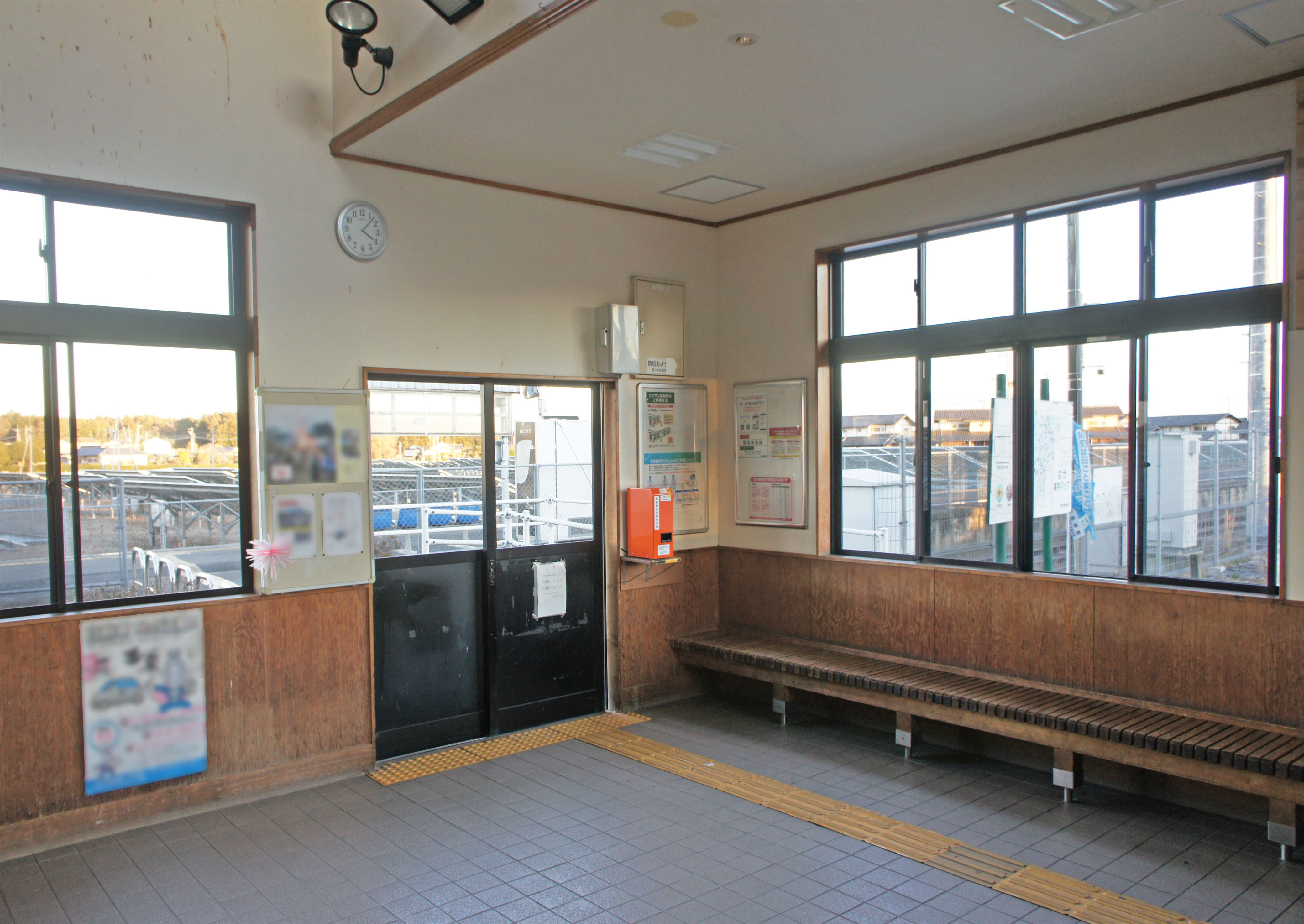
待合室（2021年12月）
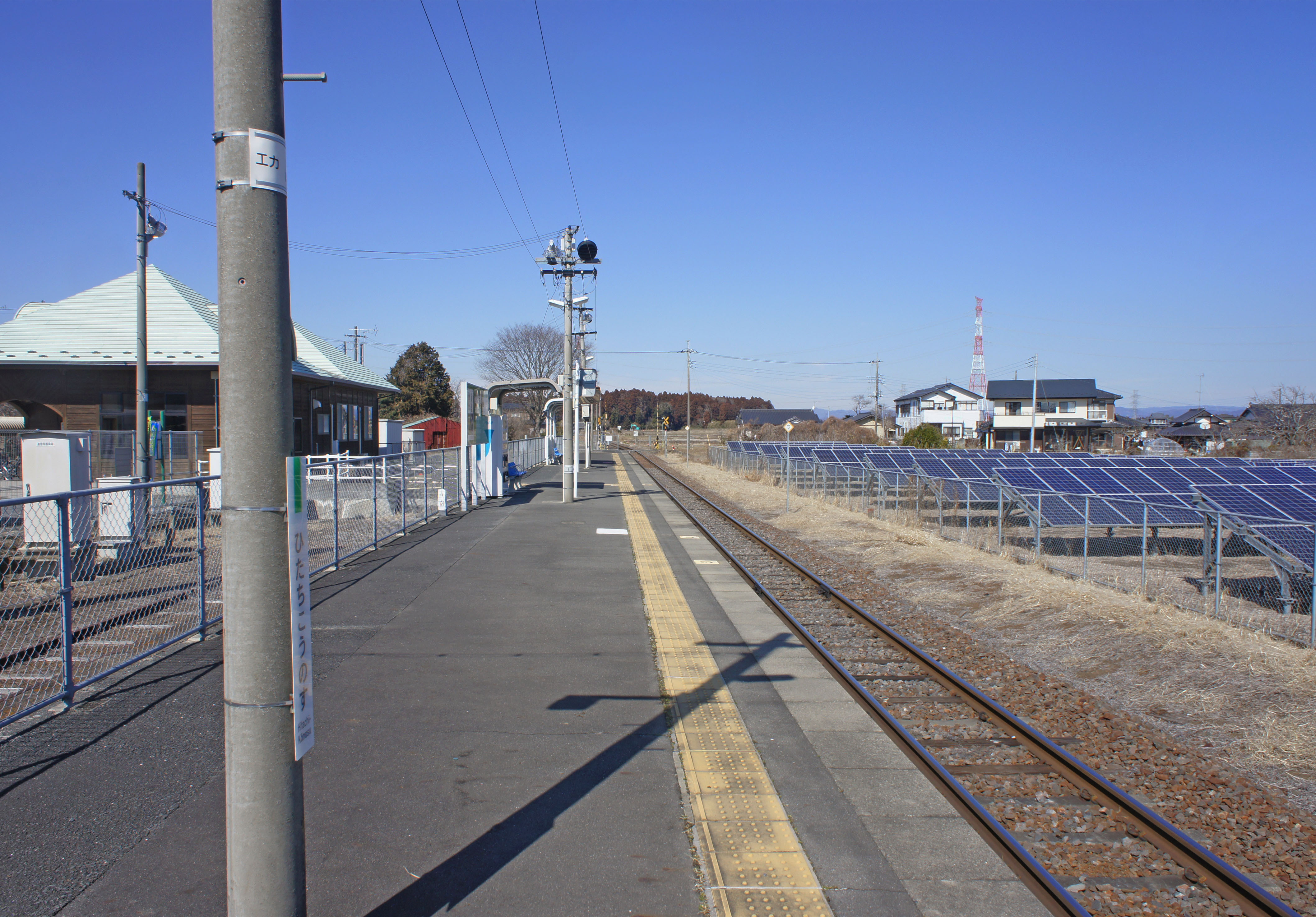
ホーム（2022年2月）

## 駅周辺
- 那珂市立第三中学校
- 那珂市立芳野小学校
- 木内酒造
- 芳野簡易郵便局
- 鷲神社

## 隣の駅
東日本旅客鉄道（JR東日本）
■水郡線
上菅谷駅 - 常陸鴻巣駅 - *常陸中里駅 - 瓜連駅
*打消線は廃駅